# جانا سدلوکووا
جانا سدلوکووا (انگلیسی: Jana Sedláčková؛ زادهٔ ۲۱ ژانویهٔ ۱۹۹۳) بازیکن فوتبال اهل جمهوری چک است.
از باشگاه‌هایی که در آن بازی کرده‌است می‌توان به باشگاه فوتبال اسپارتا پراگ اشاره کرد.
وی همچنین در تیم ملی فوتبال زنان جمهوری چک بازی کرده‌است.